# Cung điện ở Gronów
Cung điện ở Gronów (tiếng Ba Lan: Pałac w Gronowie) là một cung điện được xây dựng vào thế kỷ 18, tọa lạc ở làng Gronów, thuộc thị trấn Zgorzelec, tỉnh Dolnośląskie, Ba Lan. Cung điện được mở rộng hai lần vào đầu thế kỷ 19 và vào năm 1920. Lần tái thiết cuối cùng được thực hiện vào đầu thế kỷ 21. Công trình kiến trúc này và công viên xung quanh có tên trong danh sách di tích.

## Lịch sử
Cung điện ở Gronów được xây dựng vào thế kỷ 18, được dự đoán là trước năm 1786. Vào đầu thế kỷ 19, cung điện được mở rộng với một gian nhà ở phía Bắc và và một mái hiên được thêm vào năm 1920. Hiện nay, công trình kiến trúc này thuộc sở hữu tư nhân.

## Kiến trúc
Cung điện là một tòa nhà hai tầng, được xây dựng trên một mặt phẳng hình chữ nhật, thân chính gọn gàng, và nổi bật với phần mái ngói cao gần bằng thân chính. Ở mặt tiền cung điện, dưới mái vòm, có một vòng tròn hình ô-van khắc quốc huy của Carl Leopold von Tempsky. Các góc tường được tạo điểm nhấn bằng các dải hoa văn đơn giản.
Công trình kiến trúc này là một phần trong khu phức hợp cung điện, bao gồm một công viên tuyệt đẹp cùng và một con đường lớn với nhiều cây sồi.